# Список умерших в 1257 году

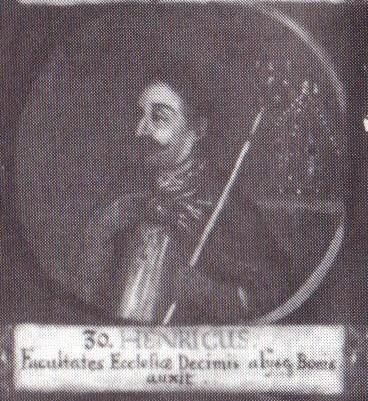
Генрих I фон Вернигероде

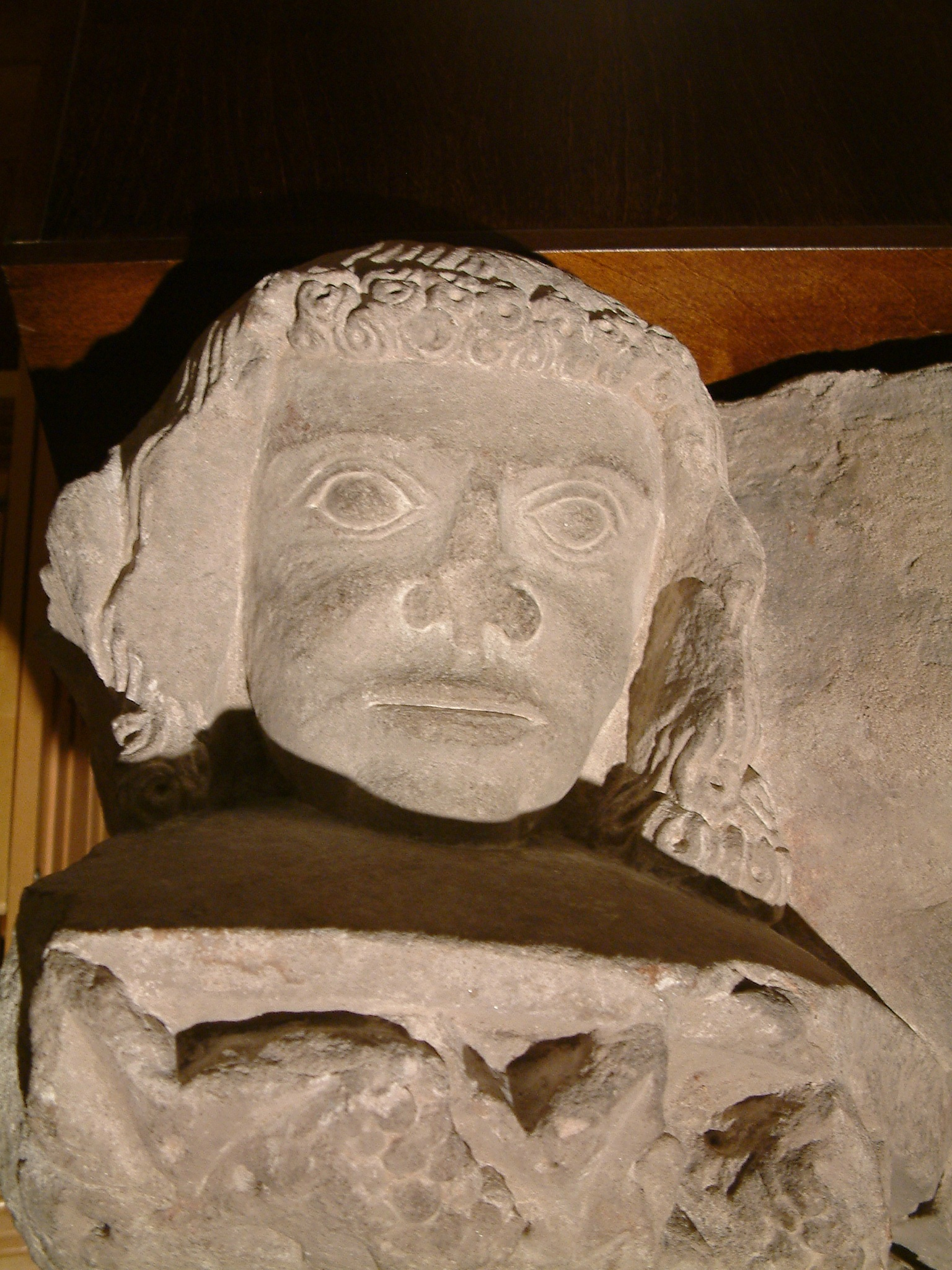
Пшемысл I

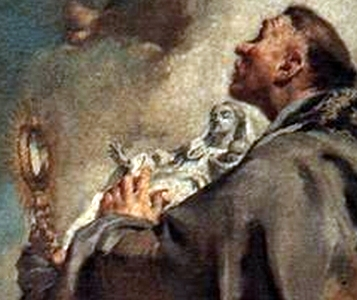
Яцек Одровонж

В этой статье представлен список известных людей, умерших в 1257 году.
См. также: Категория:Умершие в 1257 году

## Февраль
- 23 февраля — Констанция Вроцлавская (Силезская)[пол.] — княгиня—консорт Куявская (1239—1257), жена Казимира I Куявского.

## Апрель
- 8 апреля — Маргарита Женевская, графиня Савойи.
- 10 апреля — Айбек — первый бахритский мамлюкский султан Египта (1250 – 1257), убит.
- 28 апреля — Шаджар ад-Дурр, султан Египта (1250), жена Айбека.

## Май
- 5 мая — Хакон Молодой (24) — король Норвегии (1240—1257).
- 19 мая — Уолтер Саффилд[англ.] — епископ Нориджа (1244—1257).
- 20 мая:
  - Морис Фицджеральд — лорд Оффали (1204—1257), юстициарий Ирландии (1232—1245);
  - Роджер Весехэм[англ.] — епископ Ковентри и Личфилда (1245—1256).
- 25 мая — Генрих I фон Вернигероде[нем.] — князь-епископ Хильдесхайма (1246—1257)

## Июнь
- 4 июня — Пшемысл I — князь Уйсьце и Накло с 1239 г, князь Великой Польши в 1241-1247 (совместно с братом Болеславом), князь Калишский в 1244-1247 и в 1249-1253, Познанский в 1247-1257, Гнезненский в 1247-1249 и в 1250-1253.
- 8 июня — Симон Элхмам[англ.] — епископ Нориджа (1236—1239)

## Июль
- 29 июля — Матильда де Куртене — графиня Невера (1199—1257), графиня Тоннера (1217—1257), графиня Осера (1219—1257)

## Август
- 15 августа — Одровонж, Яцек — католический миссионер, доминиканский монах, святой римско-католической церкви.

## Сентябрь
- 11 сентября — Жан де Мелюн[фр.] — епископ Пуатье (1235—1257)
- 17 сентября — Генрих I фон Бильферсхайм[нем.] — епископ Бамберга (1242—1257), епископ Кимзе (1247—1252)
- 25 сентября — Ульрих фон Хаус[нем.] — первый епископ Лаванта (1228—1257)

## Октябрь
- 12 октября — Юань Хаовень[укр.] — китайский поэт
- 14 октября — Леоне да Перего[итал.] — архиепископ Милана (1241—1257)
- 19 октября — Томас Хели[фр.] — святой римско-католической церкви[1].

## Ноябрь
- 29 ноября — Рихард фон Даун[нем.] — епископ Вормса (1247—1257)

## Декабрь
- 24 декабря — Жан I д’Авен (39) — сеньор д’Авен (1244—1257), Граф Эно (Геннегау) (1246—1257).
- 26 декабря — Ричард Блунд[англ.] — епископ Эксетера (1245—1257)

## Дата неизвестна или требует уточнения
- Арман де Полиньяк[фр.] — епископ Пюи (1253—1257).
- Жан Гийом де Бомон — маршал Франции (1250).
- Боракчин-хатун — старшая жена Бату, регент Улуса Джучи при малолетнем Улагчи (1256—1257), казнена
- Вальдемар III — герцог Шлезвига (1252—1257)
- Гвидо Бигарелли[итал.] — итальянский скульптор
- Генрих II[нем.] — граф Ортенбурга (1241—1257).
- Гильом де Бо — принц Оранский.
- Гофред О’Донелл[англ.] — корольТирконнелла (1248—1257)
- Джон Лексингтон[англ.] — лорд-канцлер Англии (1247—1248, 1249—1250).
- Завиш из Неханиц, чешский аристократ из феодального рода Витковичей из Крумлова; королевский подкоморжий при дворе Вацлава I (1234—1237).
- Кей-Кубад II[англ.] — султан Рума	(1249—1257)
- Коломан II Асень — царь Болгарии (1256), убит.
- Ланфранк Чигала — ломбардский трубадур. Дата смерти предположительна
- Майлгун Младший — старший сын Майлгуна ап Риса, короля Дехейбарта.
- Мария Антиохийская, княгиня Торона (с ок. 1234).
- Николас Фэрнхэм[англ.]	— епископ Ковентри и Личфилда (1239), епископ Дарема (1241—1249)
- Нуре Софи[англ.] — основатель и первый лидер династии Караманидов (ок. 1250—1257)
- Стефен Баузан[англ.] — английский рыцарь, командующий английской армией в битве под Кадфаном[англ.], погиб в битве
- Уильям Кассингемский, английский придворный, участник Первой баронской войны.
- Улагчи — чингизид — четвёртый правитель Улуса Джучи (1256—1257), сын Сартака